# Varmesøgende missil
Varmesøgende missiler er raketdrevne våben, der styres mod den varme udstødning på et fly. De kan affyres fra et andet fly, f.eks. AIM-9 sidewinder eller fra jorden, f.eks. Stinger.
IR-søgehovedet er fælles for alle varmesøgende missiler. Det er en avanceret Infra-Rød detektor, der via missilets styreflader leder missilet mod det varmeste punkt forude.
Som værn mod denne type missiler kan udkastes flares, små, meget varme lyskugler. 
| Militær | Spire Denne artikel om militær er en spire som bør udbygges. Du er velkommen til at hjælpe Wikipedia ved at udvide den. |